# Бурдимо
Бурдимо је насеље у Србији у општини Сврљиг у Нишавском округу. Према попису из 2022. било је 131 становника (према попису из 2002. било је 601 становника).

## Демографија
У насељу Бурдимо живи 377 пунолетних становника, а просечна старост становништва износи 67,1 година (61,2 код мушкараца и 72,8 код жена). У насељу има 77 домаћинстава, а просечан број чланова по домаћинству је 1,70.
Ово насеље је великим делом насељено Србима (према попису из 2002. године), а у последња три пописа, примећен је пад у броју становника.
|  |

| Демографија | Демографија | Демографија |
| Година      | Становника  | Становника  |
| ----------- | ----------- | ----------- |
| 1948.       | 1.357       |             |
| 1953.       | 1.348       |             |
| 1961.       | 1.260       |             |
| 1971.       | 1.010       |             |
| 1981.       | 809         |             |
| 1991.       | 601         | 594         |
| 2002.       | 406         | 406         |
| 2011.       | 289         |             |
| 2022.       | 131         |             |

| Етнички састав према попису из 2002.‍ | Етнички састав према попису из 2002.‍ | Етнички састав према попису из 2002.‍ | Етнички састав према попису из 2002.‍ | Етнички састав према попису из 2002.‍ |
| ------------------------------------ | ------------------------------------ | ------------------------------------ | ------------------------------------ | ------------------------------------ |
|                                      |                                      |                                      |                                      |                                      |
| Срби                                 | Срби                                 |                                      | 401                                  | 98,76%                               |
| непознато                            | непознато                            |                                      | 5                                    | 1,23%                                |

| Година пописа     | 1948. | 1953. | 1961. | 1971. | 1981. | 1991. | 2002. |
| ----------------- | ----- | ----- | ----- | ----- | ----- | ----- | ----- |
| Број домаћинстава | 225   | 232   | 243   | 244   | 235   | 206   | 178   |

| Број чланова      | 1  | 2  | 3  | 4  | 5 | 6 | 7 | 8 | 9 | 10 и више | Просек |
| ----------------- | -- | -- | -- | -- | - | - | - | - | - | --------- | ------ |
| Број домаћинстава | 41 | 99 | 16 | 11 | 5 | 1 | 1 | 1 | 2 | 1         | 2,28   |

| Пол    | Укупно | Неожењен/Неудата | Ожењен/Удата | Удовац/Удовица | Разведен/Разведена | Непознато |
| ------ | ------ | ---------------- | ------------ | -------------- | ------------------ | --------- |
| Мушки  | 178    | 25               | 139          | 11             | 3                  | 0         |
| Женски | 203    | 14               | 135          | 49             | 3                  | 2         |
| УКУПНО | 381    | 39               | 274          | 60             | 6                  | 2         |

| Пол    | Укупно                    | Пољопривреда, лов и шумарство | Рибарство                            | Вађење руде и камена | Прерађивачка индустрија       |
| ------ | ------------------------- | ----------------------------- | ------------------------------------ | -------------------- | ----------------------------- |
| Мушки  | 79                        | 52                            | 0                                    | 0                    | 11                            |
| Женски | 53                        | 45                            | 0                                    | 0                    | 3                             |
| УКУПНО | 132                       | 97                            | 0                                    | 0                    | 14                            |
| Пол    | Производња и снабдевање   | Грађевинарство                | Трговина                             | Хотели и ресторани   | Саобраћај, складиштење и везе |
| Мушки  | 1                         | 7                             | 1                                    | 0                    | 4                             |
| Женски | 0                         | 0                             | 1                                    | 1                    | 2                             |
| УКУПНО | 1                         | 7                             | 2                                    | 1                    | 6                             |
| Пол    | Финансијско посредовање   | Некретнине                    | Државна управа и одбрана             | Образовање           | Здравствени и социјални рад   |
| Мушки  | 0                         | 0                             | 1                                    | 0                    | 0                             |
| Женски | 0                         | 0                             | 0                                    | 1                    | 0                             |
| УКУПНО | 0                         | 0                             | 1                                    | 1                    | 0                             |
| Пол    | Остале услужне активности | Приватна домаћинства          | Екстериторијалне организације и тела | Непознато            | Непознато                     |
| Мушки  | 1                         | 0                             | 0                                    | 1                    | 1                             |
| Женски | 0                         | 0                             | 0                                    | 0                    | 0                             |
| УКУПНО | 1                         | 0                             | 0                                    | 1                    | 1                             |